# Cánones apostólicos

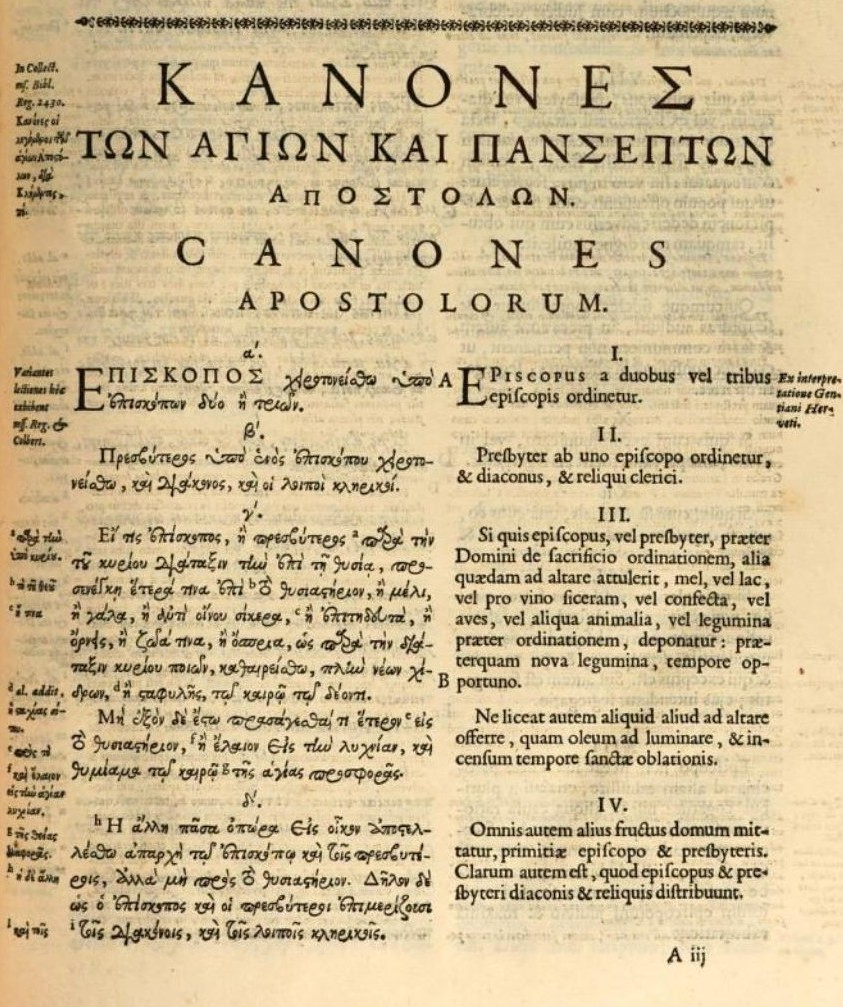
KANONE

Se dio el nombre de Cánones apostólicos a ciertos cánones redactados en los primeros siglos de la Iglesia, que se creyó vulgarmente que eran obra de los apóstoles. Dicha opinión adoptaron, entre otros autores de nota, Justiniano y San Juan Damasceno. 
Es indudable, sin embargo, que los tales cánones no son obra de los apóstoles, por diversas razones: 
1. porque acerca de ellos guardaron alto silencio los escritores más antiguos que debieron hacer mención de ellos, tales como San Jerónimo, Eusebio, Sozomeno, y hasta San Cipriano, acérrimo defensor de la reiteración del bautismo conferido por los herejes, el cual hubiera podido citar uno de esos cánones, que terminantemente apoya la reiteración
2. porque contienen muchas cosas inadaptables a los tiempos apostólicos, como los nombres de Cantor, Lector, Hipodiacono, desconocidos en aquellos tiempos, la división de parroquias, anual celebración de concilios, etc.
3. porque contienen ciertas decisiones contrarias a la doctrina generalmente recibida en la Iglesia, como la obligación ya insinuada de reiterar el bautismo conferido por los herejes, la trina inmersión necesaria para el valor del bautismo, etc.

En orden al tiempo en que estos cánones fueren divulgados, piensan algunos, que esto sucedió a fines del siglo III o a principios del IV; otros que en tiempo de Nectario de Constantinopla, habiéndose hecho mención de ellos en un concilio celebrado por él, en el año de 394; otros, en fin y es lo más probable que dichos cánones salieron a luz en el siglo V, en la colección de cánones que publicó Teodoreto, obispo de Ciro, con el título de Reglas eclesiásticas, en la que comprendió ochenta y cinco cánones de los apóstoles. Puesto que si los griegos hubiesen tenido antes noticia de estos cánones, no hubieran mantenido ocultos por tan largo espacio de tiempo tan preciosos documentos y habrían hecho mención de ellos en otras colecciones anteriores y especialmente en el antiguo código de la Iglesia oriental, el cual, según se asegura, existía ya en 451.
Con respecto al número de los cánones apostólicos en la Iglesia oriental, se recibieron los ochenta y cinco comprendidos en la citada colección de Teodoreto; mas la latina solo admitía los cincuenta que Dionisio el Exiguo conservó en la versión de aquella colección, habiendo suprimido los otros como menos conformes a la creencia y disciplina de la Iglesia. 
Por lo demás, hay que reconocer que estos cánones contienen disposiciones de alta importancia que revelan la disciplina vigente en los cuatro primeros siglos de la Iglesia; disposiciones que fueron tomadas de varios concilios particulares celebrados en aquellos siglos en la Iglesia oriental y en parte también de algunos estatutos de los apóstoles trasmitidos por la tradición. Por ello, se les dio quizá el nombre de cánones apostólicos, si bien algunos de ellos no están exentos de toda mancha de error, según arriba se notó.